# سمی هیگار
ساموئل روی "سمی" هیگار (به انگلیسی: Samuel Roy "Sammy" Hagar) متولد ۱۹۴۷ کالیفرنیا، نام یکی از خوانندگان گروه پر آوازهٔ آمریکایی ون هیلن بود.
گفته می‌شود وی اصالتاً لبنانی‌تبار است.
او پس از دیوید لی راث وارد گروه ون هیلن شد.